# Wuppenau
|                                                         |                                                   |
| Staat:                                                  | Schweiz                                           |
| Kanton:                                                 | Thurgau (TG)                                      |
| Bezirk:                                                 | Weinfelden                                        |
| Postleitzahl:                                           | 9514                                              |
| BFS-Nr.:                                                | 4791 (Politische Gemeinde)                        |
| frühere BFS-Nr.:                                        | 4793 (Ortsgemeinde)                               |
| Koordinaten:                                            | 725850 / 262075                                   |
| Höhenbereich:                                           | 569–775 m ü. M.                                   |
| Fläche:                                                 | 12,12 km² (Pol. Gemeinde) 8,97 km² (Ortsgemeinde) |
| Einwohner:                                              | 1194 (31. Dezember 2023)                          |
| Einwohnerdichte:                                        | 99 Einw. pro km²                                  |
| Ausländeranteil: (Einwohner ohne Schweizer Bürgerrecht) | 8,2 % (31. Dezember 2023)                         |
| Website:                                                | www.wuppenau.ch                                   |
| Wuppenau                                                |                                                   |
| Lage der Gemeinde                                       |                                                   |
| Karte von Wuppenau                                      |                                                   |

Wuppenau ist eine politische Gemeinde und eine Ortschaft im Bezirk Weinfelden des Kantons Thurgau in der Schweiz. Das Pfarrdorf am Nollen besteht aus vielen Weilern.
Von 1803 bis 1970 bildeten die Ortsgemeinden Wuppenau, Heiligkreuz TG und Hosenruck die Munizipalgemeinde Wuppenau im Bezirk Münchwilen.

## Geographie
Wuppenau liegt eingebettet in eine Hügellandschaft und weist eine geringe Einwohnerdichte auf. Neben den Ortschaften Wuppenau, Heiligkreuz und Hosenruck gehören zahlreiche Weiler zur Gemeinde (im Uhrzeigersinn, beginnend im Osten): Welfensberg, Gabris, Oberheimen, Leuberg, Waldwies, Grub, Mörenau, Gärtensberg, Almensberg, Greutensberg, Secki und Remensberg.
Wegen des Aussichtspunktes Nollen, eines ehemaligen Triangulationspunktes mit Ausblick auf den Bodensee sowie einem weiten Alpenpanorama weist die Gemeinde einen gewissen überregionalen Fremdenverkehr auf. Die Kirchen Heiligkreuz und Welfensberg sowie die Kapelle Gärtensberg sind zudem für Hochzeiten beliebt.

## Geschichte
Wuppenau wurde 820 erstmals erwähnt als Wabbinauwa. Bereits im 9. Jahrhundert besass das Kloster St. Gallen in Wuppenau Güter. Wuppenau gehörte bis 1798 zum Berggericht, wobei zahlreiche Höfe, u. a. in Welfensberg, Teil des Freigerichts Thurlinden waren. Ab spätestens 1396 bis 1809 besass die Komturei Tobel die Kollatur der 1275 erwähnten Kirche. Nach der Reformation 1530 wurde Wuppenau schrittweise rekatholisiert; die Reformierten waren ab 1564 nach Neukirch an der Thur und seit 1714 nach Schönholzerswilen kirchgenössig. In der 1890 bis 1897 erbauten Kirche St. Martin befinden sich Teile der Ausstattung der Vorgängerkirche.
In Wuppenau wurden Wiesen-, Acker- und Obstbau betrieben und der Wald bewirtschaftet, um 1860 eröffnete eine Käserei. 1878 bis 1914 bestanden sieben Stickereien, 1892 bis 1997 eine Strickerei und 1907 bis 1911 eine Schifflistickerei.
1971 schlossen sich im Rahmen einer Gemeindereorganisation die Ortsgemeinden Wuppenau, Heiligkreuz und Hosenruck und die Munizipalgemeinde Wuppenau zur Einheitsgemeinde Wuppenau zusammen, die seit 2011 im Bezirk Weinfelden liegt. Um 2000 entstand ein Einfamilienhausquartier.
→ siehe auch Abschnitt Geschichte im Artikel Heiligkreuz TG

→ siehe auch Abschnitt Geschichte im Artikel Hosenruck

## Wappen
Blasonierung: In Rot auf schwebendem gelbem Neunberg ein nach  links schreitender weisser Bär.
Der Bär stammt vom Kloster St. Gallen, gehörte doch Wuppenau bis 1798 zum st. gallischen Berggericht. Die Farben sind diejenigen der Herren von Leuberg, deren Stammburg auf dem Gebiet der Gemeinde lag.
Die Ortsgemeinde Wuppenau führte das Wappen seit 1953. Nach der Bildung der Einheitsgemeinde wurde das Wappen von der neuen Gemeinde weitergeführt.

## Bevölkerung
| Hier fehlt eine Grafik, die leider im Moment aus technischen Gründen nicht angezeigt werden kann. Wir arbeiten daran! |

|                  | 1990 | 2000 | 2010 | 2018 | 2023 |
| ---------------- | ---- | ---- | ---- | ---- | ---- |
| Einheitsgemeinde | 1002 | 1001 | 1035 | 1111 | 1190 |

|                   | 1850 | 1900 | 1950 | 1970 |
| ----------------- | ---- | ---- | ---- | ---- |
| Munizipalgemeinde | 1381 | 932  | 932  | 900  |
| Ortsgemeinde      | 927  | 597  | 596  | 551  |

Von den insgesamt 1190 Einwohnern der Gemeinde Wuppenau am 31. Dezember 2023 waren 91 bzw. 7,6 % ausländische Staatsbürger. 574 (48,2 %) waren römisch-katholisch und 254 (21,3 %) evangelisch-reformiert. Die Ortschaft Wuppenau zählte zu diesem Zeitpunkt 713 Bewohner.

## Wirtschaft
Im Jahr 2016 bot Wuppenau 302 Personen Arbeit (umgerechnet auf Vollzeitstellen). Davon waren 31,9 % in der Land- und Forstwirtschaft, 29,7 % in Industrie, Gewerbe und Bau sowie 38,4 % im Dienstleistungssektor tätig.

## Sehenswürdigkeiten
Heiligkreuz ist im Inventar der schützenswerten Ortsbilder der Schweiz aufgeführt.

## Bilder

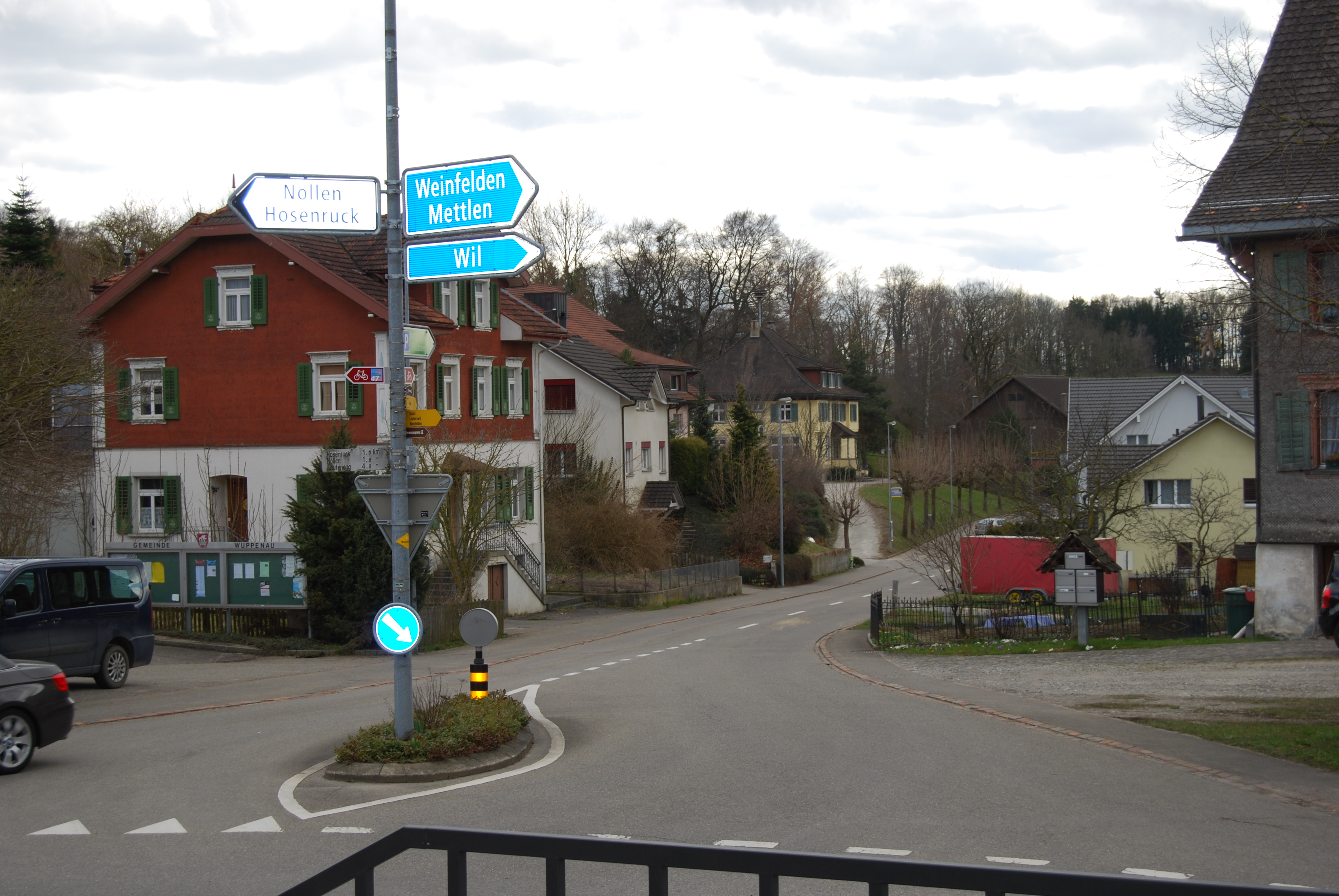
Dorfzentrum von Wuppenau
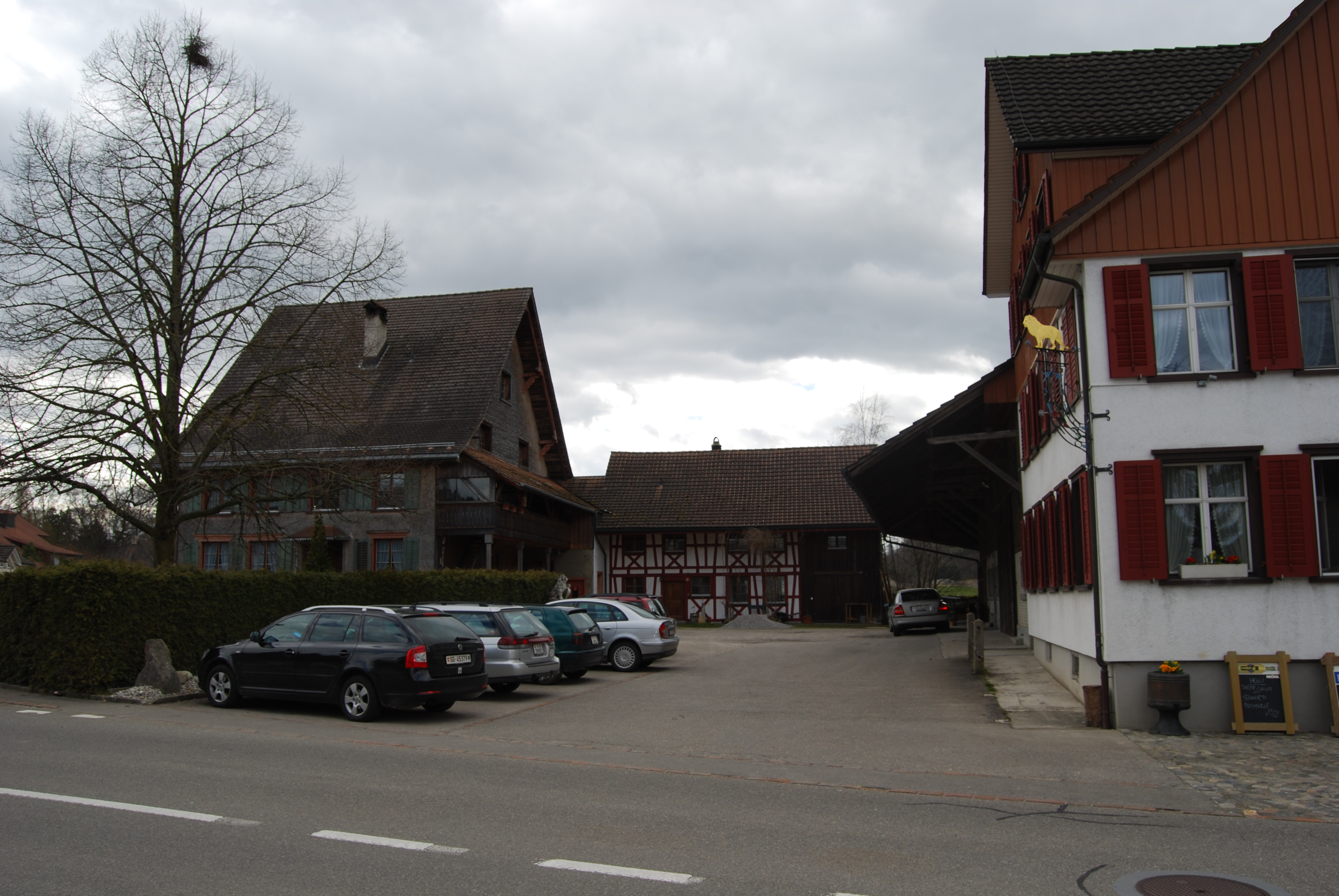
Löwen
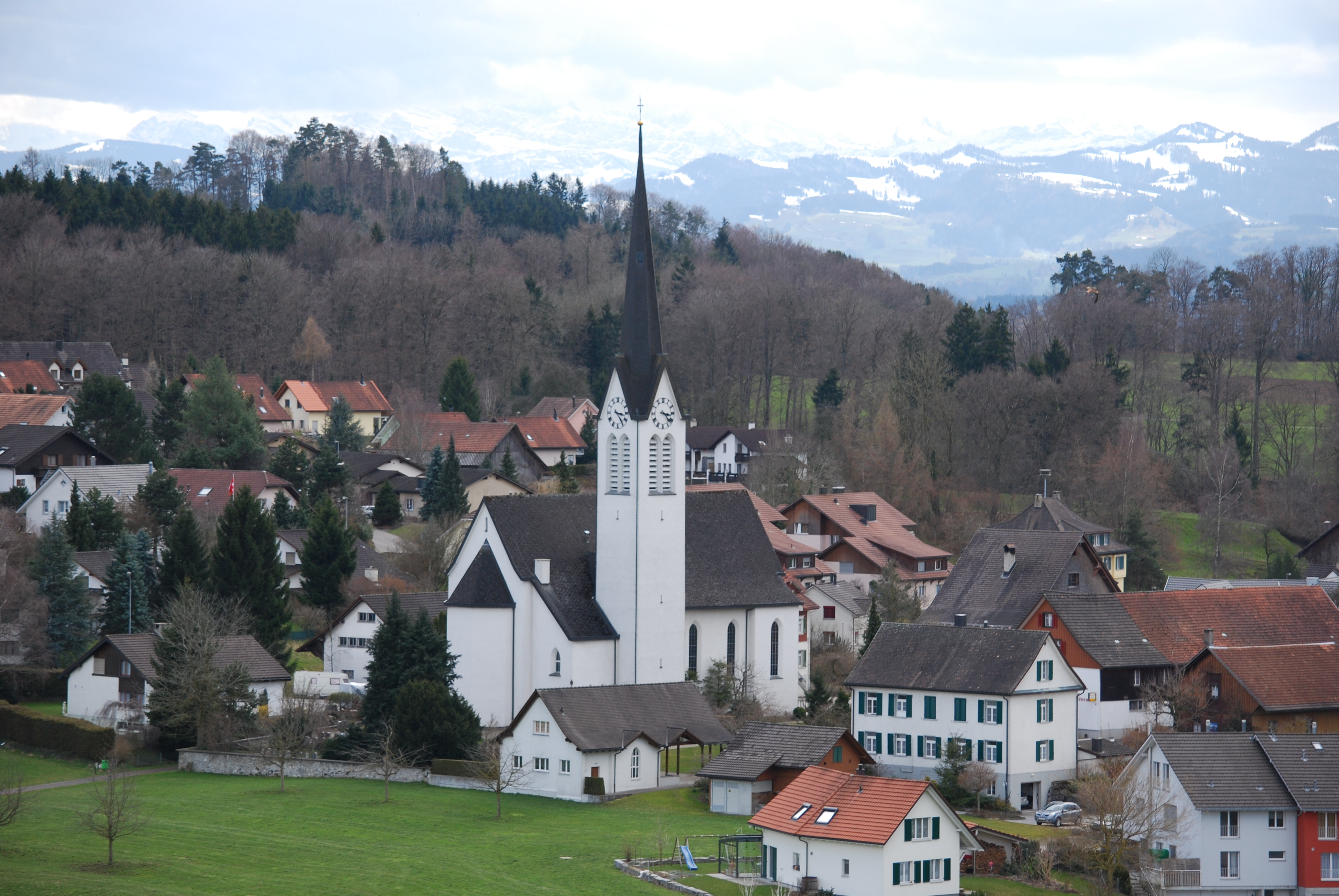
Katholische Kirche
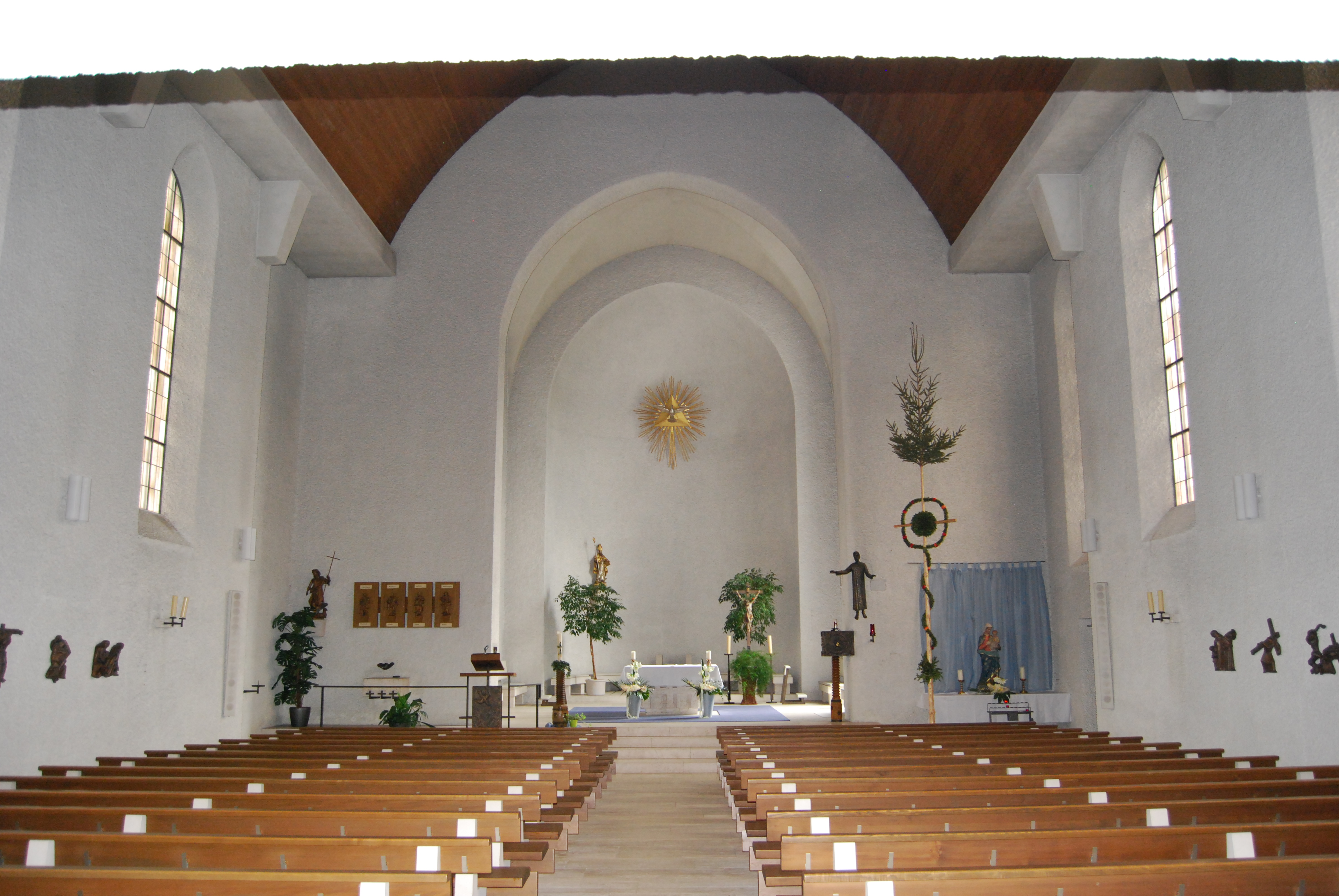
Innenansicht der katholischen Kirche
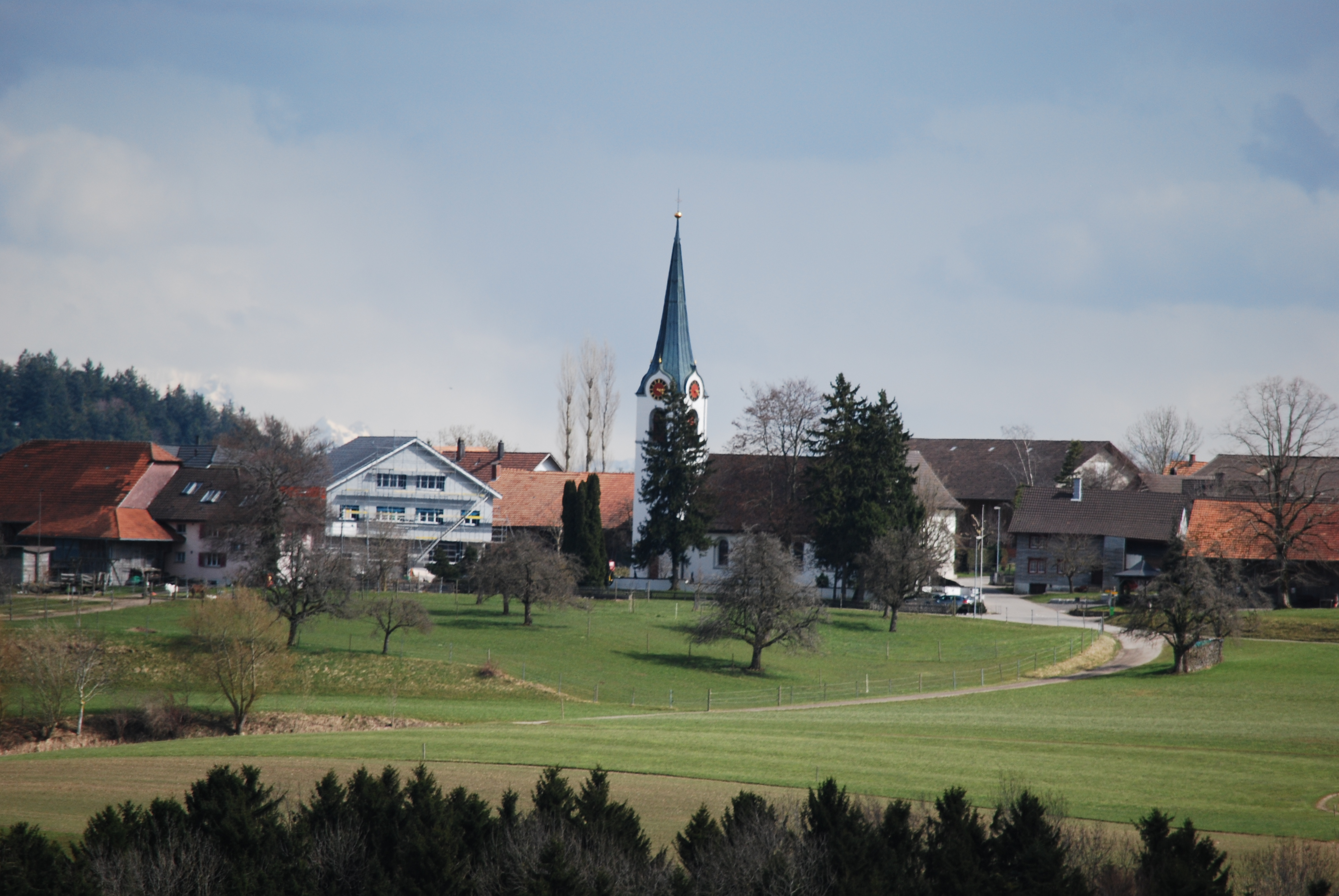
Welfensberg
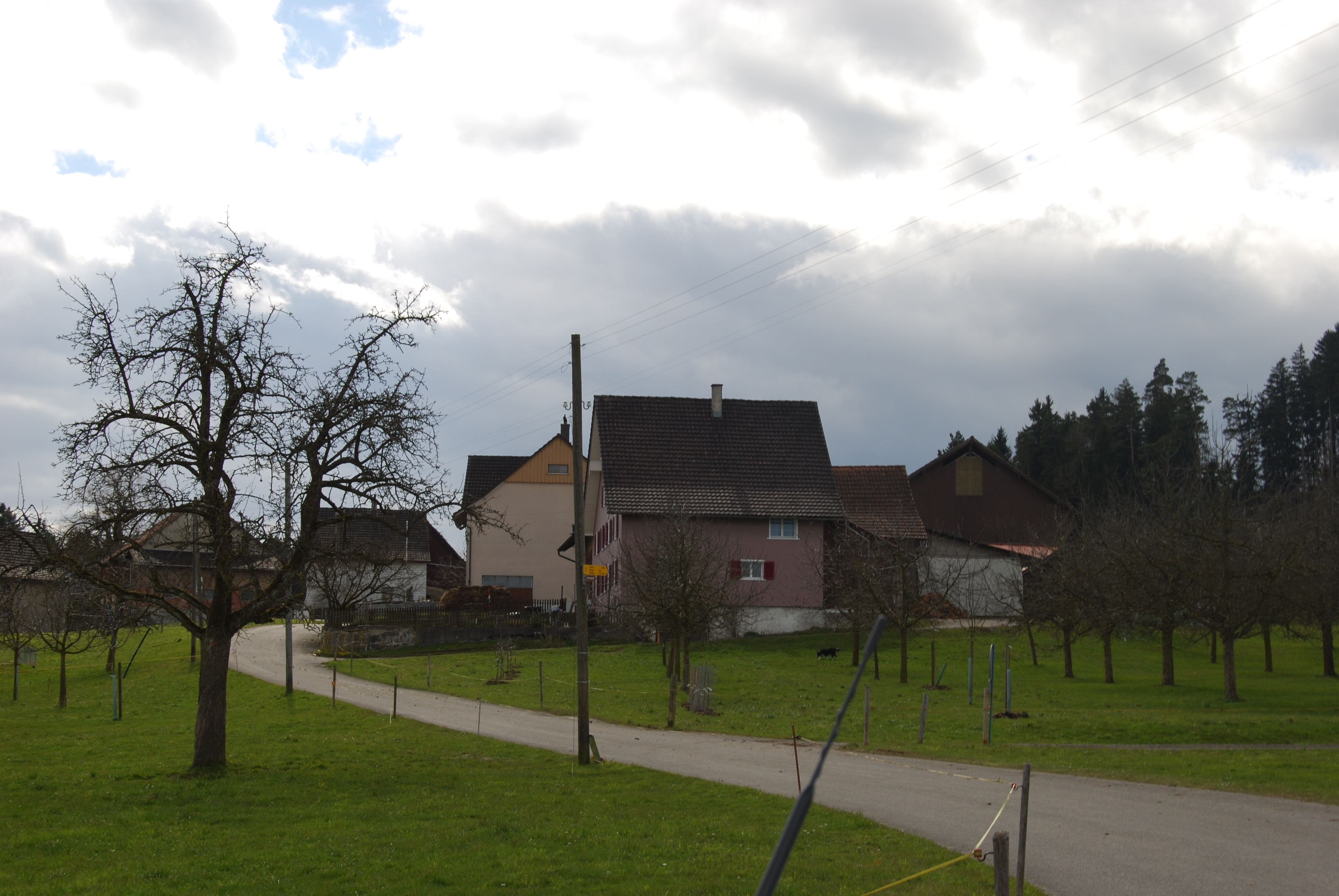
Secki